# Grzybiny
Grzybiny (deutsch Groß Grieben, 1929 bis 1945 Grieben) ist ein Dorf in der polnischen Woiwodschaft Ermland-Masuren. Es gehört zur Gmina Działdowo (Landgemeinde Soldau) im Powiat Działdowski (Kreis Soldau).

## Geographische Lage
Grzybiny liegt am Grieben-See (polnisch Jezioro Grzybiny) im Südwesten der Woiwodschaft Ermland-Masuren, 37 Kilometer südlich der früheren Kreisstadt Osterode (Ostpreußen) (polnisch Ostróda) bzw. 17 Kilometer nordwestlich der heutigen Kreismetropole Działdowo (deutsch Soldau i. Ostpr.).

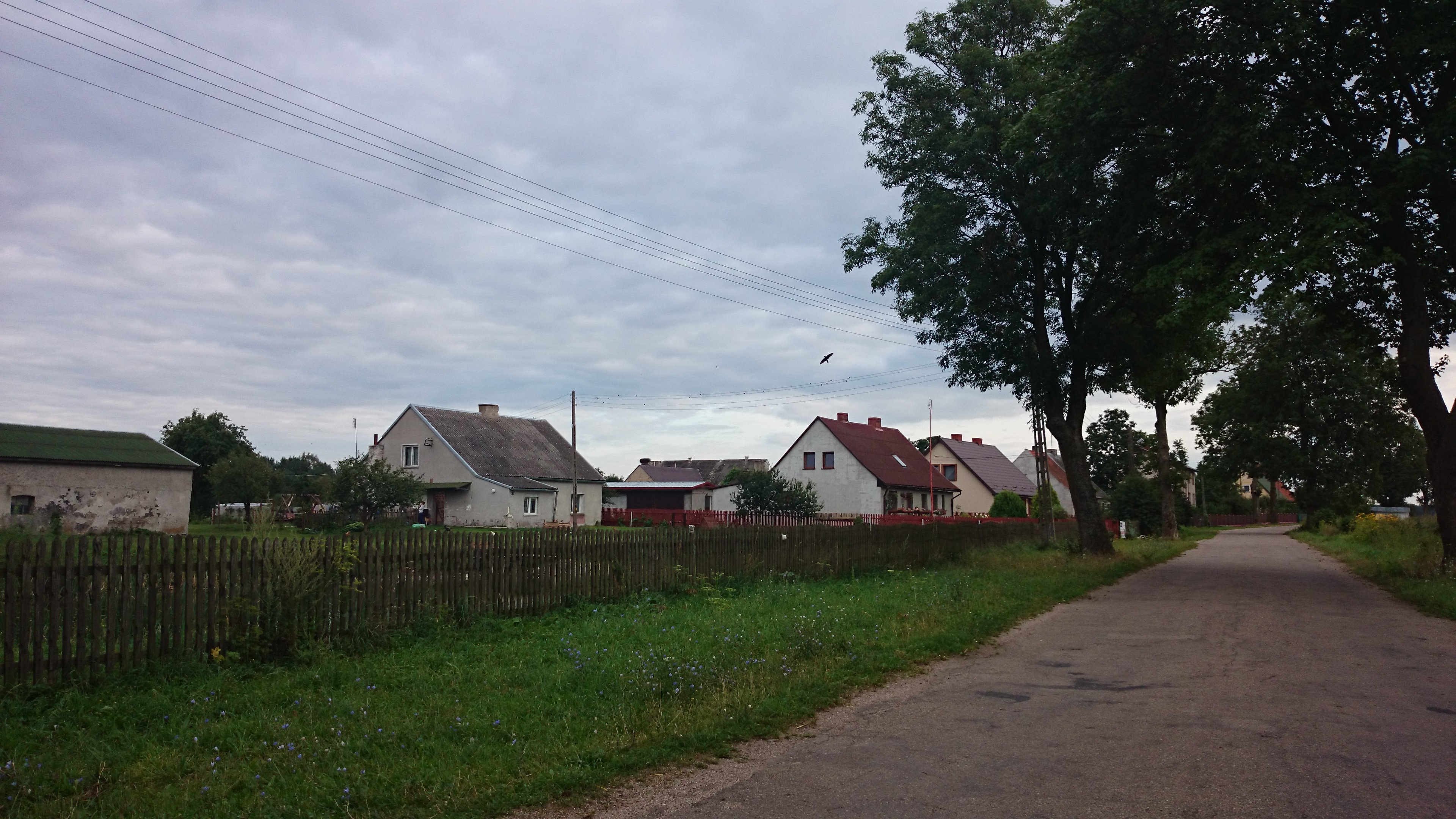
Dorfstraße in Grzybiny

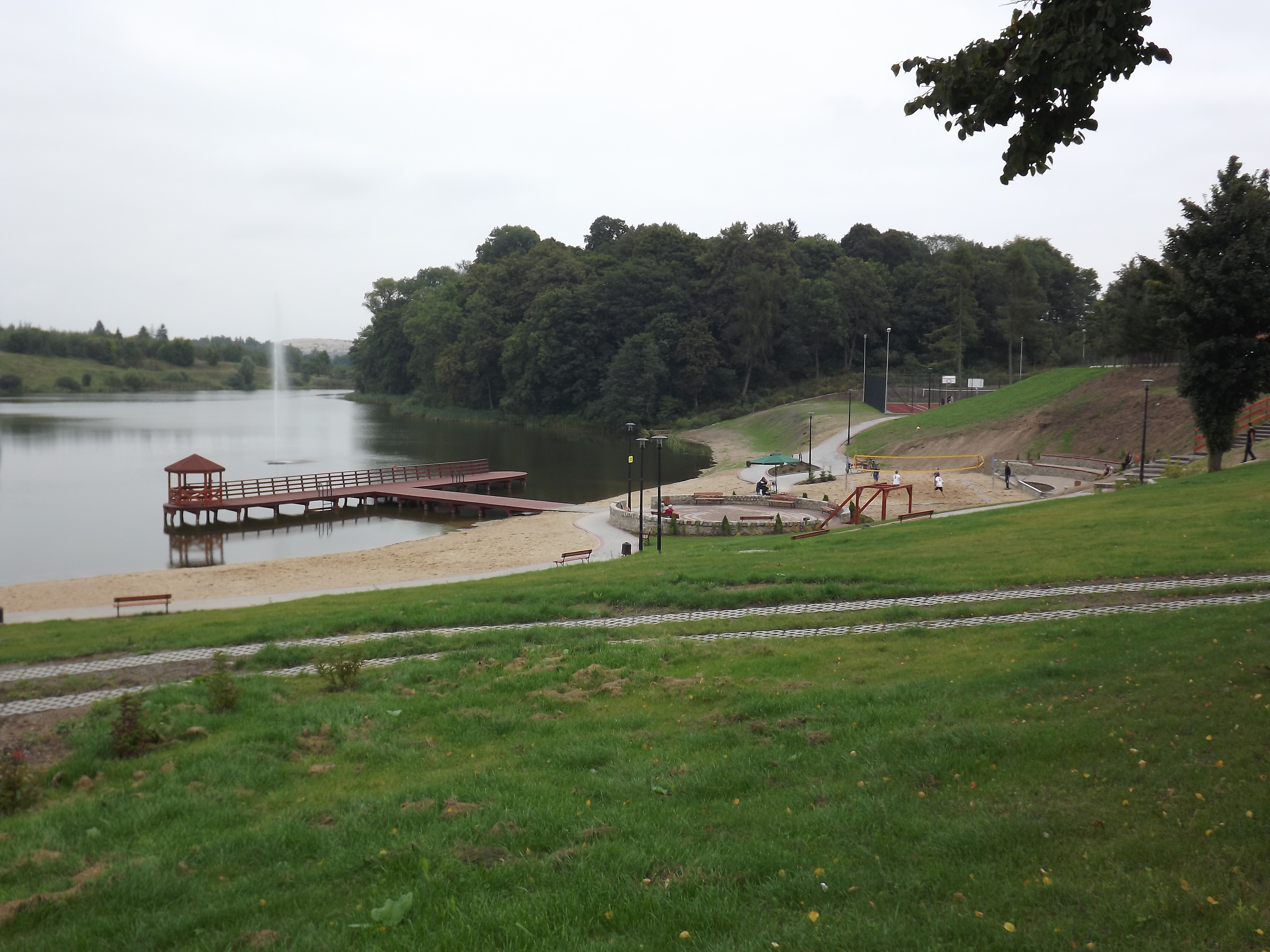
Badestelle am Jezioro Grzybiny

|  |

## Geschichte
Das Dorf und Gut Groß Grieben wurde vor 1785 Grüben genannt. Als 1874 der Amtsbezirk Rauschken (polnisch Ruszkowo) im Kreis Osterode in Ostpreußen errichtet wurde, wurden die Landgemeinde Groß Grieben und der Gutsbezirk Groß Grieben – mit dem Wohnplatz Klein Grieben (polnisch Grzybiny Małe) – eingegliedert. 1910 waren in der Landgemeinde Groß Grieben 158 und im Gutsbezirk Groß Grieben 290 Einwohner registriert.
Am 30. September 1928 schlossen sich die Landgemeinde und der Gutsbezirk Groß Grieben zur neuen Landgemeinde Groß Grieben zusammen, die wohl ein Jahr später sich in „Grieben“ (ohne Zusatz) umbenannte. Die Gemeinde Grieben mit den Ortsteilen Groß~ und Klein Grieben zählte 1933 insgesamt 495 Einwohner, 1939 waren es 497.
1945 wurde das gesamte südliche Ostpreußen in Kriegsfolge an Polen überstellt. Grieben erhielt die polnische Namensform „Grzybiny“ und ist heute als Sitz eines Schulzenamts (polnisch Sołectwo)  eine Ortschaft im Verbund der Gmina Działdowo (Landgemeinde Soldau) im Powiat Działdowski (Kreis Soldau), bis 1998 der Woiwodschaft Ciechanów, seither der Woiwodschaft Ermland-Masuren zugehörig. Im Jahre 2011 zählte Grzybiny 385 Einwohner.

## Kirche
Bis 1945 war (Groß) Grieben in die evangelische Kirche Rauschken (polnisch Ruszkowo) in der Kirchenprovinz Ostpreußen der Kirche der Altpreußischen Union sowie in die römisch-katholische Kirche Gilgenburg (polnisch Dąbrówno) eingepfarrt.
Heute ist Grzybiny selber Filialgemeinde der römisch-katholischen Pfarrei Ruszkowo im Erzbistum Ermland. Die evangelischen Einwohner orientieren sich zu den Pfarreien in Działdowo (Soldau) bzw. Nidzica (Neidenburg) in der Diözese Masuren der Evangelisch-Augsburgischen Kirche in Polen.

## Verkehr
Grzybiny liegt an einer Nebenstraße, die die beiden Woiwodschaftsstraßen DW 538 bei Myślęta (Meischlitz) und DW 542 bei Brzeźno Mazurskie (Bergling) miteinander verbindet.
Eine Anbindung an den Bahnverkehr besteht nicht mehr. Von 1910 bis 1945 war Brzeźno Mazurskie die nächste Bahnstation. Sie lag an der dann stillgelegten Bahnstrecke Bergfriede–Groß Tauersee (polnisch Samborowo–Turza Wielka).

## Persönlichkeit
- Emil Hell (1864–1931), preußischer Generalmajor, Rittergutsbesitzer in Groß Grieben, verstarb am 24. Januar 1931 in Groß Grieben